# Aphelodoris antillensis
Aphelodoris antillensis är en snäckart som först beskrevs av Bergh 1879.  Aphelodoris antillensis ingår i släktet Aphelodoris och familjen Asteronotidae. Inga underarter finns listade i Catalogue of Life.